# Tillväxtkapital
Tillväxtkapital eller expansionskapital är en typ av riskkapitalinvestering, vanligtvis som minoritetsägare, i relativt mogna företag som söker kapital för att expandera eller omstrukturera verksamheten, gå in på nya marknader eller finansiera ett betydande förvärv utan drastiska ändringar i ägarbilden.
Tillväxtkapital kan tas in i bolag i olika faser av ett bolags tillväxtcykel. Det kan vara i tidig tillväxt eller i omstrukturering av verksamheten. Olika finansiärer riktar vanligen in sig på olika tillväxtfaser och därför kan målet vara att i slutet av en fas sälja andelen vidare till en ny aktör som specialiserar sig på just den tillväxtfasen. Det här betyder att företag kan behöva söka om finansiering i flera omgångar eller rundor som man vanligen kallar det inom branschen. Det är inte ovanligt med upp till tre rundor
Företag som söker tillväxtkapital kommer ofta att göra det för att finansiera en företagstransformation.Företagen är oftast mer mogna än riskkapitalfinansierade företag, som kan generera intäkter och vinst men inte kunna generera tillräckliga pengar för att finansiera stora utökningar, förvärv eller andra investeringar. På grund av denna brist så kan tillgången till tillväxtkapital avgörande för att driva nödvändig utbyggnad, försäljning och marknadsföring, inköp av utrustning och produktutveckling. 
Tillväxtkapital kan också användas för att genomföra en omstrukturering av bolagets balansräkning, i synnerhet för att minska mängden hävstångseffekt (eller skuld) bolaget har på balansräkningen. 
Tillväxtkapital är ofta strukturerat som preferenskapital, även om vissa investerare kommer att använda olika hybridlösningar som inkluderar en avtalsenlig avkastning (dvs. räntebetalningar) utöver en ägarandel i företaget. Ofta är företag som söker tillväxtinvesteringar inte bra kandidater för ytterligare skuld, antingen på grund av instabiliteten i bolagets vinst eller på grund av befintliga skuldnivåer. 